# Walter John Zealley
Walter John "Jack" Zealley (Bothenhampton, Dorset, 1874 – Weymouth, 18 de maig de 1956) va ser un futbolista anglès que va prendre part en els Jocs Olímpics de París de 1900, on guanyà la medalla d'or com a membre de la selecció britànica, representada per l'Upton Park F.C..